# 12610 Hãfez
(12610) Hafez, denumire internațională (12610) Hãfez, este un asteroid din centura principală de asteroizi.

## Descriere
12610 Hãfez este un asteroid din centura principală de asteroizi. A fost descoperit pe 24 septembrie 1960 la Observatorul Palomar de Cornelis Johannes van Houten, Ingrid van Houten-Groeneveld și Tom Gehrels. Asteroidul prezintă o orbită caracterizată de o semiaxă mare de 2,85 ua, o excentricitate de 0,10 și o înclinație de 1,7° în raport cu ecliptica.